# Пинтик (Клуж)
Пинтик (рум. Pintic) насеље је у Румунији у округу Клуж у општини Деж. Oпштина се налази на надморској висини од 436 m.

## Становништво
Према подацима из 2002. године у насељу је живело 367 становника, од којих су сви румунске националности.